# Банников, Николай Васильевич (поэт)
Николай Васильевич Банников (1918—1996) — русский советский поэт и переводчик, журналист, главный редактор газеты «Литературная Россия», получивший известность также как составитель и редактор многочисленных поэтических изданий и антологий, выходивших в СССР.

## Биография
Николай Васильевич Банников родился в 1918 году; детство провёл в Бийске, где окончил среднюю школу. Творческая деятельность Банникова началась в 1930-х годах: создав с друзьями рукописное издательство «Июлист», он издавал здесь свои стихи, переводил Бодлера, Честертона, сонеты Шекспира.
В 1941 году Н. В. Банников, окончив исторический факультет МГУ (где он участвовал и в литобъединении), с началом Великой Отечественной войны ушёл на фронт в ряды действующей армии. После демобилизации, окончив Высшую дипломатическую школу и три года проработа в МИДе, он перешёл в издательство «Художественная литература». В течение многих лет Банников был заместителем главного редактора газеты «Литературная Россия», позже — её главным редактором.
Н. В. Банников известен как редактор-составитель многих поэтических изданий и антологий («Три века русской поэзии», «Серебряный век русской поэзии» и др.). Он перевёл на русский язык произведения Ирвинга Стоуна (романы «Муки и радости», «Жажда жизни»), повесть Джека Лондона «До Адама», повесть Ч. Робертса «Рыжий лис», несколько научно-популярных книг о знаменитых путешественниках. В 1964 году в Москве вышел сборник стихов Н. Банникова «Красная глина».
Умер в 1996 году. Похоронен на Переделкинском кладбище.

## Переводы
- Харт Г. Морской путь в Индию: Рассказ о плаваниях и подвигах португальских мореходов, а также о жизни и времени дона Васко да Гамы, адмирала, вице-короля Индии и графа Видигейры = Henry Hart, Sea Road to the Indies. New York, 1950 / Генри Харт; Пер. с англ. Н. В. Банникова; Вступительная статья и редакция И. П. Магидовича; Художник Н. А. Мунц. — М.: Издательство иностранной литературы, 1954. — 332 с. (в пер.)
- Харт Г. Венецианец Марко Поло = Henry H. Hart, Venetian Adventurer Messer Marko Polo / Пер. с англ. Н. В. Банникова; предисл. и редакция И. П. Магидовича. — М.: Изд-во иностранной литературы, 1956. — 320 с.